# Флора (камуфляж)
Камуфляж ВСР-98 (рос. ВСР-98/Вооруженные силы расцветка 1998 года) — деформаційний військовий камуфляж, що використовувався Збройними силами Російської Федерації в 1998—2008 роках і був відомий під неофіційними назвами «Флора» та «Арбузный» (кавуновий). Камуфляж був першою власно російською розробкою, яка мала замінила в російській армії ще радянські камуфляжі «Бутан» та «Барвиха», що використовувались ЗС СРСР з кінця 80-х років. Після 10 років використання, у 2008 році ЗС Росії замінили камуфляж Флора на новий російський піксельний камуфляж ЕМР «Темный». Камуфляж Флора використовували в якості стандартного камуфляжу також Збройні сили Білорусі та Киргизстану.

## Історія

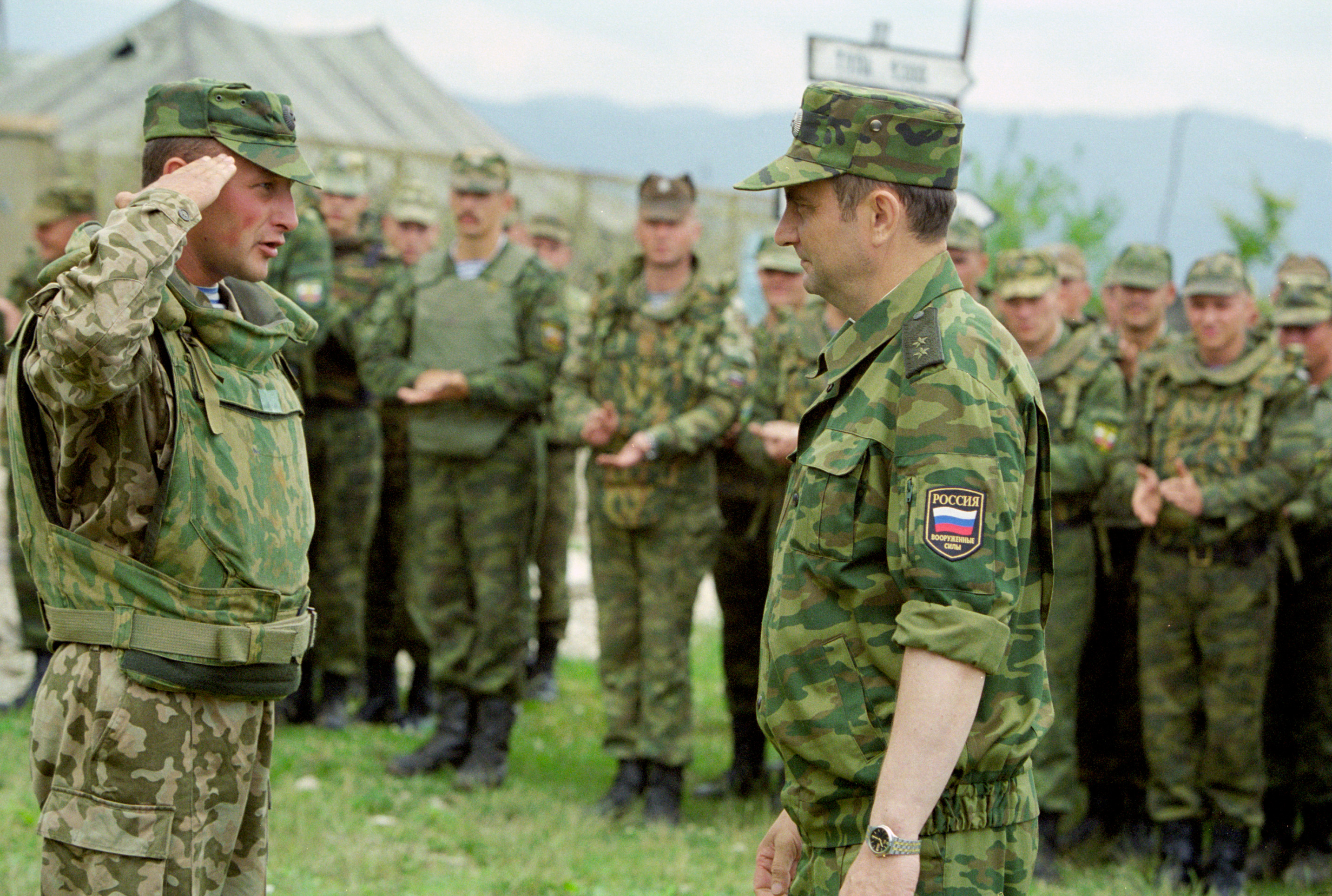
Командувач ВДВ Колмаков (справа) в камуфляжі Флора приймає доповідь. 2004 рік.

Розроблений наприкінці 1990-х років, має деяку схожість із попередніми російськими камуфляжами ще радянської розробки «Бутан» (ВСР-84) та «Барвиха» (ВСР-93), а також з південнов'єтнамським камуфляжем Tigerstripe та американським камуфляжем Woodland. Загальна колірна гама змінювалась у широких межах залежно від тканини, використаної виробником. Через характерні смужки «Флору» прозвали «кавуновим» (рос. арбузным) камуфляжем, також відоме позначення ВСР-98, яке походить з книги Camouflage Uniforms of the Soviet Union and Russia Денніса Десмонда.
Малюнок створює оптичні ілюзії деформації силуету як на близькій, так і великій відстані на тлі природи середньої смуги Росії, але не дуже добре підходить для гір Кавказу.
«Флора» прийшла на заміну камуфляжу «Барвиха», відомого також під назвами «вертикалка» та ВСР-93. Назва ВСР-93 також походить з книги Camouflage Uniforms of the Soviet Union and Russia від Денніса Десмонда і є фактично помилковою, оскільки перші зразки цього датовані 1985 роком, а знайомий всім вид він прийняв у 1990 році і його масове виробництво розпочалось в період 1991—1992 років. Камуфляж «Барвиха» своєю чергою прийшов на зміну своєму попереднику — камуфляжу ТЦКО (скорочення від рос. трехцветная камуфляжная одежда), відомому в Україні під назвою «Дубок», а в Росії «Бутан», що був схожий на камуфляж США 80-х років Woodland.

### Заміна на ЕМР «Тёмный»

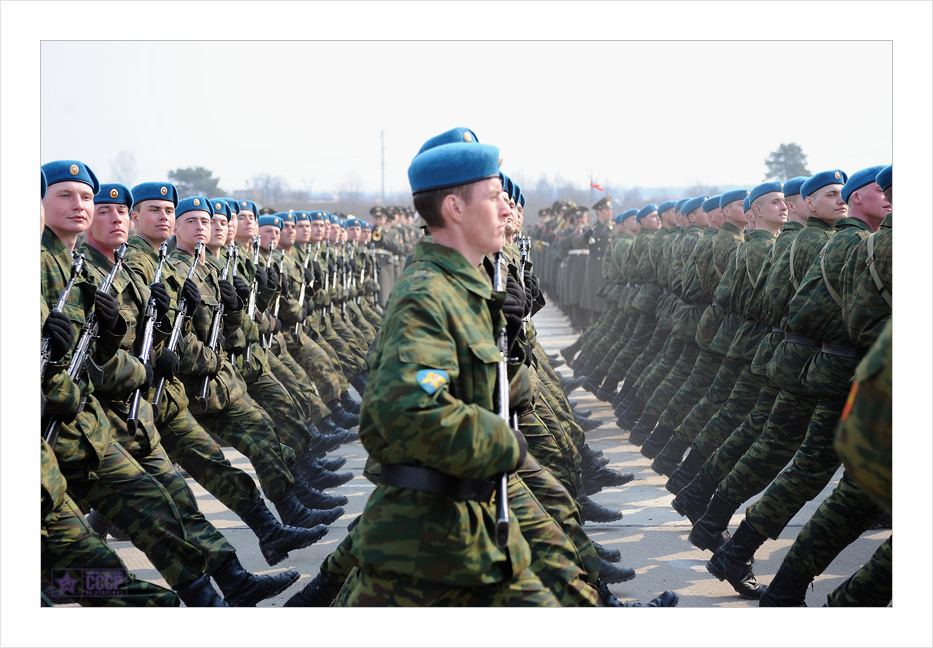
Бійці Повітрянодесантних військ в одностроях з камуфляжем Флора на параді (2011 рік)

У 2008 році ВСР-98 «Флора» в рамках оновлення вигляду збройних сил було замінено піксельним камуфляжем — ЕМР «Тёмный» (також відомий під назвами «цифровая флора», «космос», «защита до упора», «цифра», «пиксель», «русская цифра» тощо, в офіційних документах іноді проходить під нейтральною назвою «ЕМР» (рос. единый маскировачный рисунок), проте навіть в офіційних публікаціях зустрічаються неофіційні назви), розробленому в 15-му ЦНДІІ Міноборони Росії. Оскільки «Тёмный» спочатку розроблявся саме як універсальний малюнок, залежно від колірної гами він може бути пристосований до різних видів місцевості (без зміни, власне, малюнка). Крім використання чотирьох різних видів плям в одному малюнку кожен вид плям не має чітко вираженої форми й орієнтації, що дозволяє застосовувати малюнок з різними колірними рішеннями більш універсально. Зокрема, маскувальний костюм у складі комплекту бойового індивідуального екіпірування «Ратник» виконаний з тим же маскувальним малюнком «Тёмный», пристосованим за колірними гамами до двох варіантів: літнього для відкритої місцевості та демісезонного для перехідного періоду та гірської місцевості (маскувальний костюм має двостороннє забарвлення). Таким чином маскувальне забарвлення, що прийшло на зміну «Флорі», є більш універсальним (малюнок «Флори», форма і взаємне розташування плям спочатку були розраховані насамперед на маскування в рослинності, і навіть колірне рішення, адаптоване під місцевість, не завжди могло компенсувати недоліки малюнка).

## Користувачі
- Росія: був головним камуфляжем ЗС РФ, до заміни його на ЕМР «Темній» у 2008 році.
- Білорусь
- Казахстан: обмежене застосування
- Киргизстан
- Україна: обмежено використовувався до 2014 року.